# Supercoppa italiana 2012 (calcio femminile)
La Supercoppa italiana 2012 di calcio femminile si è disputata domenica 9 settembre 2012 allo Stadio Romeo Galli di Imola. La sfida vede contrapposte la Torres, vincitrice della Serie A 2011-2012 e il Brescia, vincitore della Coppa Italia 2011-2012.
La gara è stata vinta dalla Torres, che conquista così la sua sesta supercoppa (record) e la quarta consecutiva (record), grazie al risultato di 2-1 ottenuto con una doppietta di Patrizia Panico. Nel mezzo, il momentaneo pari del Brescia firmato da Barbara Bonansea.

## Tabellino
| Arbitro: | Mezzarobba (Conegliano) |

|                 |           |              |
| Panico 37’, 82’ | Marcatori | 64’ Bonansea |

| Torres | Brescia |

### Formazioni
| Torres          |    |                     |     |
|                 |    |                     |     |
| P               | 1  | Arianna Criscione   |     |
| D               | 12 | Raffaella Manieri   |     |
| D               | 21 | Giorgia Motta       |     |
| D               | 25 | Elisa Bartoli       |     |
| D               | 5  | Elisabetta Tona     |     |
| C               | 4  | Daniela Stracchi    |     |
| C               | 8  | Sandy Maendly       |     |
| C               | 7  | Giulia Domenichetti | 87’ |
| C               | 11 | Sandy Iannella      |     |
| A               | 9  | Patrizia Panico     |     |
| A               | 6  | Silvia Fuselli      | 90’ |
| A disposizione: |    |                     |     |
| P               | 22 | Gaëlle Thalmann     |     |
| D               | 24 | Eleonora Piacezzi   |     |
| C               | 10 | Fabiana Costi       | 87’ |
| C               | 15 | Giorgia Casula      |     |
| A               | 18 | Erika Campesi       |     |
| A               | 20 | Veronica Maglia     | 90’ |
| A               | 19 | Fiorella Carboni    |     |
| Allenatore:     |    |                     |     |
| Manuela Tesse   |    |                     |     |

| Brescia          |    |                    |     |
|                  |    |                    |     |
| P                | 1  | Sara Penzo         |     |
| D                | 2  | Roberta D'Adda     |     |
| D                | 3  | Viviana Schiavi    |     |
| D                | 4  | Elisa Zizioli      | 50’ |
| C                | 5  | Marcella Gozzi     | 55’ |
| C                | 6  | Lisa Alborghetti   |     |
| C                | 7  | Giulia Ferrandi    | 79’ |
| C                | 8  | Martina Rosucci    |     |
| C                | 9  | Barbara Bonansea   |     |
| A                | 10 | Valentina Boni     |     |
| A                | 11 | Daniela Sabatino   |     |
| A disposizione:  |    |                    |     |
| P                | 12 | Lucija Mori        |     |
| D                | 13 | Valentina Pedretti | 50’ |
| D                | 14 | Chiara Baroni      | 79’ |
| D                | 15 | Giorgia Zanetti    |     |
| C                | 16 | Veronique Brayda   |     |
| C                | 17 | Elisa Paganotti    |     |
| A                | 18 | Valentina Cernoia  | 55’ |
| Allenatore:      |    |                    |     |
| Milena Bertolini |    |                    |     |